# Liste der Naturdenkmale in Waibstadt
| Naturdenkmale | Anzahl |
| ------------- | ------ |
| FND           | 1      |
| END           | 3      |
| Gesamt        | 4      |

Die Liste der Naturdenkmale in Waibstadt nennt die verordneten Naturdenkmale (ND) der im baden-württembergischen Rhein-Neckar-Kreis liegenden Stadt Waibstadt. In Waibstadt gibt es insgesamt vier als Naturdenkmal geschützte Objekte, davon ein flächenhaftes Naturdenkmal (FND) und drei Einzelgebilde-Naturdenkmale (END).
Stand: 1. November 2016.

## Flächenhafte Naturdenkmale (FND)
| Name                     | Bild | Kennung     | Einzelheiten | Position | Fläche Hektar | Datum        |
| ------------------------ | ---- | ----------- | ------------ | -------- | ------------- | ------------ |
| Zwärenbrüchle            | BW   | 82260910000 | Waibstadt    | ⊙        | 0,5           | 9. Jan. 1992 |
| Legende für Naturdenkmal |      |             |              |          |               |              |

## Einzelgebilde (END)
| Name                     | Bild | Kennung     | Einzelheiten | Position | Fläche Hektar | Datum         |
| ------------------------ | ---- | ----------- | ------------ | -------- | ------------- | ------------- |
| Engesser Eiche           | BW   | 82260910001 | Waibstadt    | ⊙        | 0,0           | 26. Feb. 2004 |
| Stieleiche, Gew.Kalkofen | BW   | 82260910002 | Waibstadt    | ⊙        | 0,0           | 26. Feb. 2004 |
| Wasserbirnbaum Distr.21  | BW   | 82260910003 | Waibstadt    | ⊙        | 0,0           | 26. Feb. 2004 |
| Legende für Naturdenkmal |      |             |              |          |               |               |